# Щелкунов, Анатолий Викторович
Анато́лий Ви́кторович Щелкуно́в (род. 14 ноября 1945) — российский дипломат.

## Биография
Окончил Томский государственный университет им. В.В. Куйбышева (1969) и Дипломатическую академию МИД СССР (1985). Кандидат философских наук. Владеет английским, болгарским и немецким языками. На дипломатической работе с 1985 года.
- В 1985—1991 годах — первый секретарь, советник Посольства СССР в Болгарии.
- В 1991—1992 годах — слушатель Курсов усовершенствования руководящих дипломатических работников при Дипломатической академии.
- В 1994—1997 годах — заместитель директора Департамента кадров МИД России.
- С 31 декабря 1997 по 13 мая 2002 года — чрезвычайный и полномочный посол Российской Федерации в Туркменистане[1][2].
- В 2005—2009 годах — генеральный консул России в Варне (Болгария).

## Дипломатический ранг
- Чрезвычайный и полномочный посланник 2 класса (6 марта 1995)[3].
- Чрезвычайный и полномочный посланник 1 класса (8 июня 2000)[4].

## Награды и премии
Лауреат Национальной премии «Лучшие книги, издательства, проекты» в номинации «История дипломатии» (2023) .